# Braslaŭski Rajon
Braslaŭski Rajon (vitryska: Браслаўскі Раён, ryska: Браславский район) är ett distrikt i Belarus.   Det ligger i voblasten Vitsebsks voblast, i den norra delen av landet, 190 km norr om huvudstaden Minsk.